# Privilegio rodado

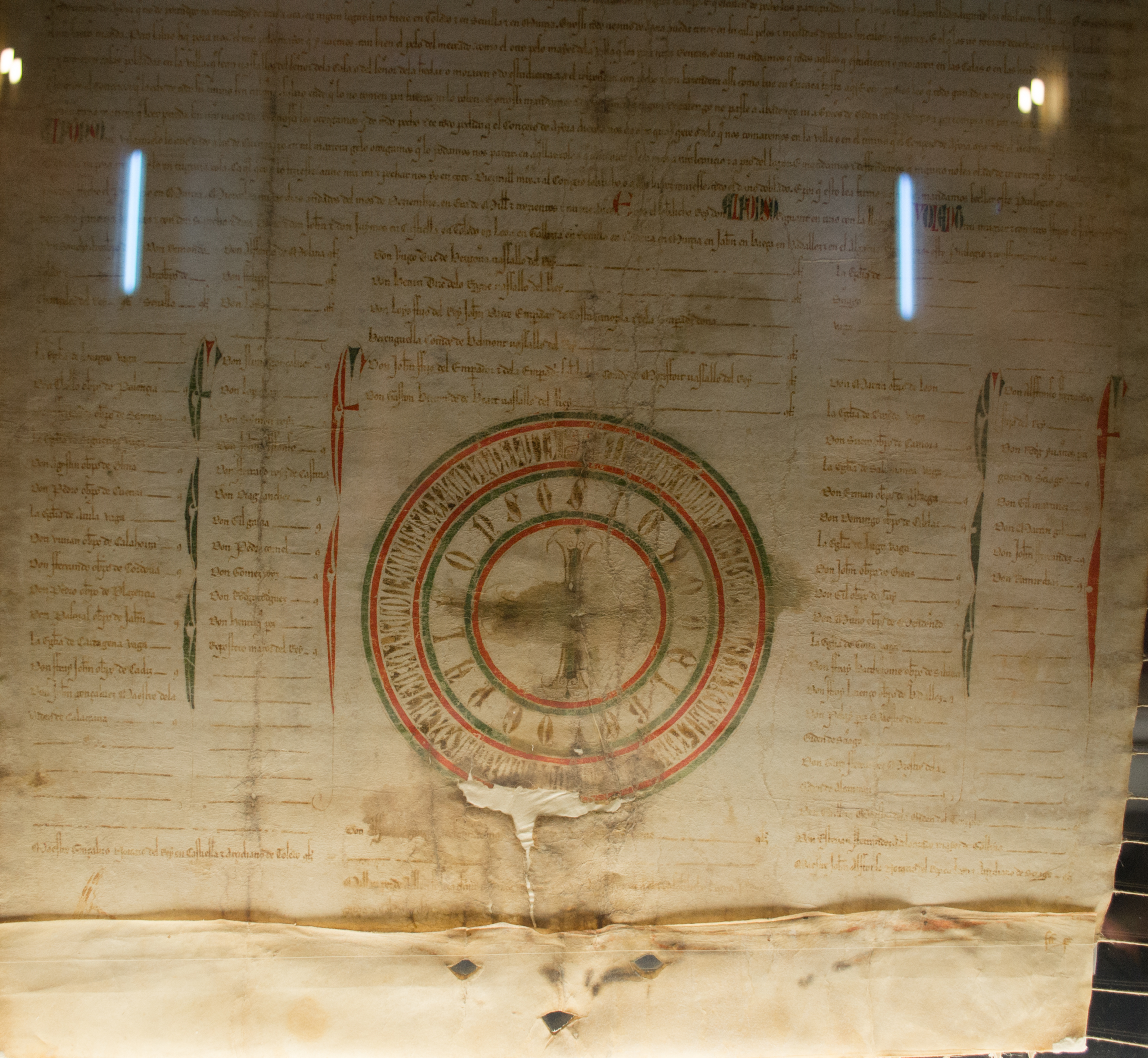
Privilegio rodado mediante el cual el rey Alfonso X de Castilla concede las franquezas del fuero de Cuenca a la villa de Ayora.

Un privilegio rodado, es privilegio el que se concedía antiguamente, y después de la data se formaba una rueda, en cuyo centro se ponía el signo o sello real y por tanto, se llamaba así porque la rueda que presenta en medio tiene con las armas reales y en el círculo interior va el nombre del rey y en el de afuera el de su mayordomo mayor y a los lados los infantes. A la mano derecha firmaban los prelados y ricoshombres de Castilla y a la izquierda los de León y Galicia. Llevaba además pendiente el sello real en plomo y fueron instituidos estos privilegios por el rey Fernando I en 1038. Ejemplo: «..hemos visto privilegios rodados con su nombre y el título del mayordomo del rey alrededor del sello».

## Privilegio
Un privilegio es una ventaja concedida a una persona o corporación sobre la ley común de que disfrutan los demás o también, gracia o prerrogativa, que concede el superior, exceptuando o libertando, a uno de una carga o gravamen o concediéndole una exención de la que no gozan otros y los antiguos reyes de España tenían para sí muchos privilegios y podían otorgarlos a los demás, en cuyo caso, además de las firmas reales llevaba la del alférez mayor de Castilla. Ejemplo: «habiendo firmado el emperador Carlos V un privilegio, le advirtieron que era contra justicia».

## La rota
En la documentación papal se empleaba la rota como signo de validación documental llegando su uso, en un primer momento, a los documentos episcopales de los reinos peninsulares, en concreto en la diócesis de Santiago durante el episcopado de Diego Gelmírez. En la cancillería real la primera vez que se constata su uso será en 1158 en León, durante el reinado de Fernando II, y en 1165 en Castilla, durante la minoría de Alfonso VIII. Pero, mientras en el ámbito episcopal su uso decae rápidamente, para el siglo XII, en la cancillería real se sigue utilizando de forma permanente.

## Otros privilegios
Otros privilegios son los siguientes:
- Privilegio convencional, el que se da o concede mediante un pacto o convención con el privilegiado
- Privilegio de canon, el que gozan las personas del estado clerical o religioso, de que quien impusiera manos violentas en una de ellas, incurra por el mismo hecho, en la pena de excomunión reservada a su Santidad (Tommaso del Bene, m.1673 "Thomae Delbene clerici regularis..", Lugduni, 1650, 2 volúmenes, privilegios eclesiásticos)
- Privilegio del Fuero, el que tenían los eclesiásticos para ser juzgados por sus tribunales ("Barchinonen praetensae iuridictionis:..", Romae: typis de Comitibus, 1741, (Benedictinos-privilegios e inmunidades-jurisdicción- Barcelona-siglo XVII))
- Privilegio favorable, el que favorece al privilegiado, de suerte que no perjudica a nadie (Gabriel Abreu: "Sistema de escribir la música en puntos de relieve, con real privilegio de invención, dedicado a los ciegos", Madrid, Mellado, 1856, Invidentes-música-educación)
- Privilegio gracioso, el que se da o concede sin atención a los méritos del privilegiado
- Privilegio local, el que se concede a un lugar determinado, fuera de cuyos límites no se extiende (privilegio de asilo; "Este traslado fue bien y fielmente sacado del original Real despacho y privilegio en papel escrito al Valle de Aran y a sus moradores...", Barcelona, 1676, privilegio concedido el 13 de octubre de 1675 por Carlos II de España al Valle de Arán sobre el comercio con Francia en tiempos de paz y de guerra)
- Privilegio personal, el que se concede a una persona y no pasa a sus sucesores (José Juan i Colom: "Instrucción de escribanos en orden a lo judicial:..", Madrid, impr. Gabriel Ramírez, a costa de la Compañía de Impresores y Libreros del Reyno, 1679, 2 volúmenes, nombre del volumen obtenido del privilegio e instrucción jurídica de los mismos abogados y jueces de tribunales ordinarios e inferiores)
- Privilegio Real, el que gozan algunas personas a quienes pertenecen una cosa, cargo o estado por cuyo respeto se concedió (Melchor de Macanaz (1670-1760) "Regalías de los señores Reyes de Aragón", Madrid, Impr. Revista de Legislación, 1879; edición más reciente, Madrid. Analecta, 2003)
- Privilegio odioso, el que perjudica a terceros
- Privilegio remuneratorio, el que se concede en premio de una acción meritoria (Gualterio M. Seco: "Tratado del derecho remuneratorio", Mahón, B. Fábregues, 1896, fuerzas armadas-España-siglo XIX)
- Privilegios marítimos (Santiago Hernández Yzal: "Privilegios e hipotecas marítimas", Barcelona; Comité Derecho Marítimo de Barcelona, 1967)
- Privilegios militares (G.Suevus "Privilegiorum militarium debilationem", Wittebergae, 1647, soldados-privilegios)
- Privilegios diplomáticos (Javier Quel López: "Los privilegios e inmunidades de los agentes diplomáticos...", Madrid, Civitas, 1993)
- Privilegios gremiales (España: "Real Cédula de S.M. y Señores del Consejo por el cual se concede a los cinco gremios mayores de Madrid privilegio exclusivo por tiempo de ocho años para transportar a estos reynos de los puertos de Marruecos, los granos y demás frutos que produce aquel país..", Madrid, reimpresa en Villafranca del Penedes, F.Vilalta, 1796, Gremios-Privilegios-España- Carlos IV de España (1748-1819)
- Privilegios Órdenes religiosas militares (Bonaventura de Tristany Bofill y Benach: Escudo montesiano en las reales manos de su magestad..para defender como maestre, prelado general, superior y cabeça, patrón, protector y administrador perpetuo..de las religiones regulares, militares de Santiago, Calatrava y Alcántara y particularmente de la poderosa, ínclita y militar Orden de Nuestra Señora de Montesa y San Jorge de Alfama, los privilegios, prerrogativas, libertades, inmunidades y exempciones que gozan por la Sede Apostólica de los ordinarios, Barcelona, Rafael Figueró, 1703; "Libros de privilegios de la orden de San Juan de Jerusalén en Castilla y León: siglos XII-XV/ Carlos de Ayala edición", Madrid, Complutense, 1995)